# Антихриста
«Анти́христа» (фр. Antéchrista) — роман бельгийской писательницы Амели Нотомб, опубликованный в 2003 году. Произведение рассказывает об отношениях двух девушек-студенток Бланш и Христы.

## Сюжет
Бланш — шестнадцатилетняя бельгийская студентка, учащаяся на первом курсе факультета социологии. У девушки с детства нет друзей, её единственное увлечение — чтение книг. Сама Бланш считает себя «невидимкой», человеком, который никогда не привлекает внимание других. Поэтому она удивляется, когда к ней подходит самая популярная в университете девушка Христа и пытается завязать дружбу.
Христа рассказывает, что происходит из неблагополучной немецкой семьи, живущей в Восточных Кантонах, откуда нужно добираться четыре часа до учебного заведения. Бланш предлагает Христе пожить у неё дома, на что та соглашается. Родители Бланш, преподаватели Мишель и Франсуа, радостно встречают гостью.
С течением времени Христа полностью подчиняет себе родителей Бланш, которые переносят свою любовь с застенчивой дочери на её красивую подругу. Бланш мысленно называет Христу «Антихристой», но из-за привязанности родителей к Христе не может порвать с ней отношения. Тем не менее, она решает узнать о Христе правду.
Бланш выясняет, что Христа солгала ей: девушка происходит из обеспеченной семьи, которая считает, что с Христы берут большие деньги за проживание у Бланш. Когда обман раскрывается, Христа рассказывает в университете, что в доме Бланш её принуждали раздеваться и шантажировали. Бланш становится изгоем, её считают лесбиянкой.
В конце Бланш на глазах всего курса целует Христу в губы. После каникул бывшая подруга не возвращается в университет. Бланш же не удаётся сдать сессию, после чего она решает бросить учёбу.

## Темы
Роман отсылает к христианским мотивам, таким как притча о блудном сыне, Антихрист, Крещение и поцелуй Иуды. Хотя ни один из основных персонажей не является христианином, в произведении есть множество параллелей и аллюзий на христианство, а основная идея книги в том, что в современном мире смысл веры искажается.